# Hellingly
Hellingly är en ort och civil parish i Storbritannien.   Den ligger i grevskapet East Sussex och riksdelen England, i den södra delen av landet, 70 km söder om huvudstaden London. Hellingly ligger 17 meter över havet och antalet invånare är 1 552.
Terrängen runt Hellingly är platt. Runt Hellingly är det ganska tätbefolkat, med 172 invånare per kvadratkilometer. Närmaste större samhälle är Eastbourne, 13,5 km söder om Hellingly. Trakten runt Hellingly består till största delen av jordbruksmark.